# Akademijski zaljev (Ohotsko more)
Akademijski zaljev (rus. залив Академии) je veliki zaljev u Tuguro-Čumikanskom okrugu u Habarovskom kraju, u Rusiji.

## Geografija
Akademijski zaljev nalazi se južno od Šantarskih otoka, u zapadnom dijelu Ohotskog mora. Njegova zapadna i istočna točka, rt Seneka i rt Wrangel, međusobno su udaljeni 56 km, dok je sam zaljev dubok 88,5 km u smjeru jugozapada.
Zaljev ima tri ogranka: zaljev Konstantina na zapadu, Ulbanski zaljev na jugu i zaljev Nikolaja na istoku.

## Povijest
Academijski zaljev je imenovao Alexander von Middendorff po Akademiji znanosti Sankt Peterburga (Peterburgskaâ akademiâ nauk) tijekom svoje ekspedicije na to područje 1844. - 1845. godine.
Zaljev su posjećivali američki kitolovci koji su lovili grenlandske kitove između 1852. i 1889. godine. Njegov južni ogranak Ulbanski zaljev nazvali su Mercury Bay (iako se taj izraz ponekad primjenjivao na cijeli zaljev). Benjamin F. Wing, zapovjednik broda Good Return, izvijestio je o čak četrdeset pet drugih brodova u zaljevu 1854. U zaljevu su stradala dva broda: brod Washington, iz Sag Harbora, u zaljevu Ulban 1855. i brod Natchez, iz New Bedforda, u zaljevu Nikolaja 1856.
Ruske škune i posade čamaca iz zaljeva Mamga također su krstarile u zaljevu od 1865. do 1871.
Tijekom četiri dana sredinom rujna 1968., sovjetski brod tvornica Vladivostok i njegova flota lovaca na kitove ilegalno su uhvatili više od šezdeset balaenida (vjerojatno grenlandskih kitova) u i blizu Akademijskog zaljeva.

## Divlje životinje
Ljeti se beluge okupljaju u estuarijima na vrhovima Ulbanskog zaljeva i zaljeva Nikolaja kako bi se hranili lososom koji se mrijesti. Grenlandski kitovi uobičajen su prizor u zaljevu ljeti. Orke, koji su viđeni kako love grenlandske kitove u zaljevu, također se pojavljuju ovdje.